# 164-87-122

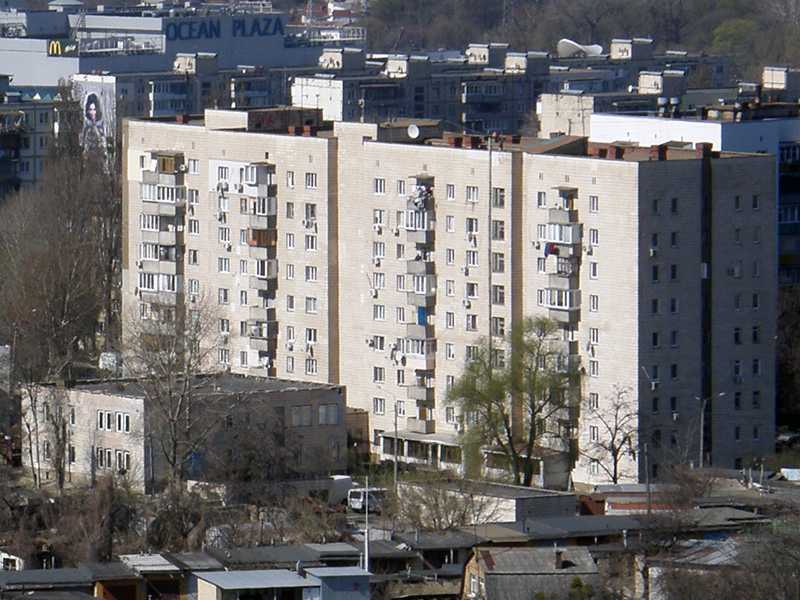
Київ, гуртожиток медпрацівників

164-87-122/1 — типовий проєкт 9-поверхового гуртожитку для робітників і службовців на 608 чоловік цегляної 87-ї серії житлових будинків. Будівлі за проєктом зведені в Україні, Ростові, Бєлгороді (Росія), Пскові та Сілламяе (Естонія).
Проєкт розроблений у КиївЗНДІЕП у 1977 р., у 1983 проєкт було змінено і нумеровано 164-87-122/1.2. Аналогічний великоблочний проєкт 1986 р. називається 163-87-148.86. У 1978 було розроблено проєкт 164-87-125пв/1.2 для будівництва на нестійких ґрунтах. Його відмінність — у розділенні житлового корпусу на 4 окремі секції (відстань в осях суміжних стін секцій 116—122 см, довжина корпусу в осях 85,5 м).

## Опис[1]
Довжина житлового корпусу в осях 84,68 м, ширина в осях 13,1 м.Основний крок в осях 3,6 м; поперечні кроки по 6 м (кімнати) та 2,1 м в осях (коридор). Двоповерховий господарчий блок винесений в окрему будівлю розмірами в осях 20,3×21 м. 154 двомісних кімнати по 12,4–12,9 м² і 100 трикімнатних 17,9—18,3 м²; площа кухонь 6,1—11,4 м². Пізнаваною рисою є проміжки глибиною 1,2 м і шириною 6,3 м в осях, що ділять корпус на 4 частини; одна крайня частина довжиною в осях 15,3 м зміщена на 4 м.

## Галерея

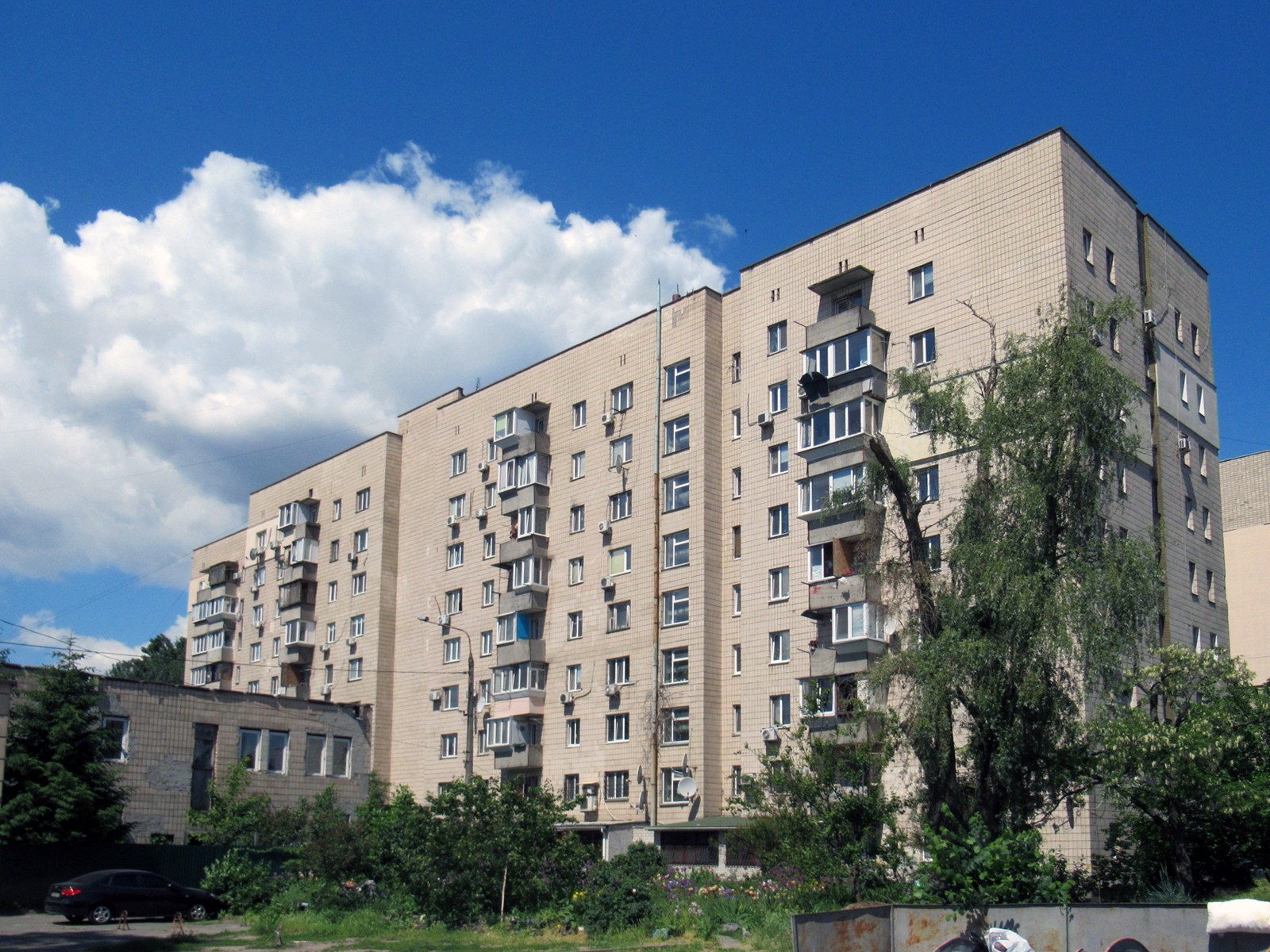
Київ, Чорна гора, гуртожиток медпрацівників, 1987
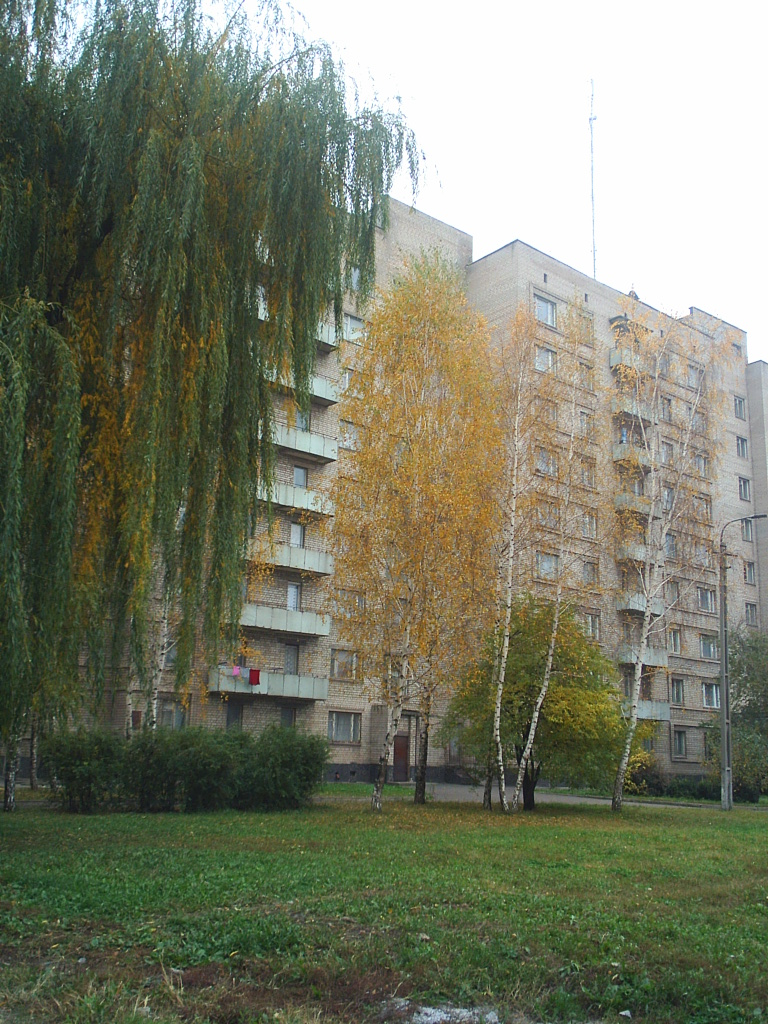
гуртожиток Криворізького педагогічного університету
Київ, вул. Ташкентська, 33, 1987 р. позаду за Вірменською, 27/31 проєкту 1-318-35/66 і Вірменською, 29 серії ММ-640Київ, вул. Ташкентська, 33, 1987 р. позаду за Вірменською, 27/31 проєкту 1-318-35/66 і Вірменською, 29 серії ММ-640
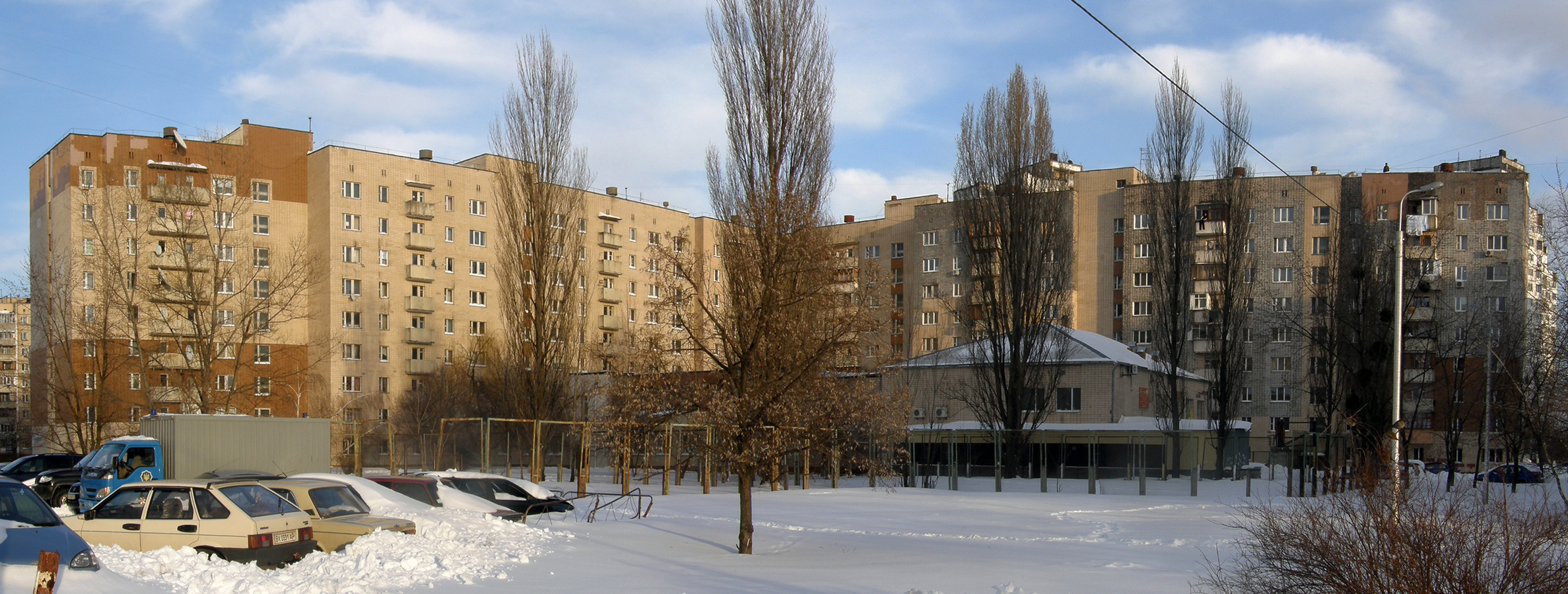
Київ, Троєщина, гуртожиток Академії медичного післядипломної освіти, 1987 – дві будівлі проєкту